# Cupa României 1935-1936
La Cupa României 1935-1936 è stata la terza edizione della coppa nazionale, disputata tra il 21 marzo e il 7 giugno 1936 e conclusa con la vittoria del Ripensia Timișoara, già vincitore del campionato, che ha bissato il successo della prima edizione.

## Qualificazioni
Coinvolsero i club non di Divizia A.

## Sedicesimi di finale
Gli incontri si sono disputati tra il 21 marzo e il 1º aprile 1936. Il match tra l'Universitatea Cluj e l'Electrica Timișoara è stato rigiocato il 1º aprile dopo che il primo incontro è finito 0-0 dopo i tempi supplementari. Il Minerul Lupeni è passato direttamente agli ottavi di finale per il ritiro del Herdan București
| Squadra 1                 | Risultato | Squadra 2                   |
| ------------------------- | --------- | --------------------------- |
| Unirea Tricolor București | 5 - 2     | Victoria Cluj               |
| ACFR Brașov               | 0 - 1     | Crișana Oradea              |
| DUIG Brăila               | 1 - 2     | Chinezul Timișoara          |
| Juventus București        | 7 - 1     | Sportul Studentesc Bucarest |
| CFR București             | 2 - 3     | Ripensia Timișoara          |
| Macabi București          | 2 - 1     | Olympia CFR Satu-Mare       |
| Dragoș Vodă Cernăuți      | 3 - 0     | AMEF Arad                   |
| Elpis Constanța           | 2 - 3     | Venus București             |
| Dacia VA Galați           | 5 - 0     | SS Sighișoara               |
| Textila MV Iași           | 1 - 3     | Phoenix Baia-Mare           |
| Vulturii textila Lugoj    | 6 - 2     | Sparta Mediaș               |
| CAO Oradea                | 2 - 0     | ILSA Timișoara              |
| Șoimii Sibiu              | 1 - 6     | Gloria Arad                 |
| Oltul Turnu Măgurele      | 2 - 4     | Franco Româna Brăila        |
| Minerul Lupeni            | ritiro    | Herdan București            |
| Universitatea Cluj        | 4 - 2     | Electrica Timișoara         |

## Ottavi di finale
Gli incontri si sono disputati tra il 5 aprile e il 18 aprile 1934. Il Ripensia Timișoara e il Crișana Oradea si è giocato 3 volte: una prima volta a Timișoara si è concluso 2-2 dopo i tempi supplementari, una seconda volta a Oradea si è nuovamente concluso 2-2 dopo i tempi supplementari e al terzo incontro (a Timișoara) il Ripensia ha vinto 8-3
| Squadra 1            | Risultato | Squadra 2                 |
| -------------------- | --------- | ------------------------- |
| Gloria Arad          | 6 - 0     | Dacia VA Galați           |
| Phoenix Baia-Mare    | 0 - 2     | Unirea Tricolor București |
| Franco Româna Brăila | 3 - 1     | Chinezul Timișoara        |
| Venus București      | 2 - 0     | CAO Oradea                |
| Juventus București   | 3 - 1     | Macabi București          |
| Universitatea Cluj   | 4 - 1     | Dragoș Vodă Cernăuți      |
| Minierul Lupeni      | 3 - 2     | Vulturii textila Lugoj    |
| Ripensia Timișoara   | 8 - 3     | Crișana Oradea            |

## Quarti di finale
Gli incontri si sono disputati tra il 18 aprile ed il 31 maggio 1936
| Squadra 1                 | Risultato | Squadra 2            |
| ------------------------- | --------- | -------------------- |
| Juventus București        | 3 - 1     | Venus București      |
| Gloria Arad               | 0 - 2     | Universitatea Cluj   |
| Unirea Tricolor București | 6 - 4     | Franco Româna Brăila |
| Minierul Lupeni           | 2 - 9     | Ripensia Timișoara   |

## Semifinali
Gli incontri si sono disputati il 7 giugno 1936.
| Squadra 1                 | Risultato | Squadra 2          |
| ------------------------- | --------- | ------------------ |
| Unirea Tricolor București | 4 - 1     | Juventus București |
| Ripensia Timișoara        | 4 - 2     | Universitatea Cluj |

## Finale
La finale venne disputata il 21 giugno 1936 a Bucarest e si concluse con la vittoria del Ripensia per 5-1 dopo che il primo tempo era in vantaggio 1-0
| Arbitro: | Constantin Iliescu (Bucarest) |

|                                                                     |           |                                    |
| Ștefan Dobay 44’ Alexandru Schwartz 55’ 87’ Gheorghe Ciolac 61’ 85’ | Marcatori | 50’ Valeriu Sony Niculescu(rigore) |